# Nova Southeastern-universiteit
De Nova Southeastern-universiteit (Nova Southeastern University) is een selectieve particuliere onderzoeksuniversiteit in de Amerikaanse staat Florida. Het is een doctorale onderzoeksuniversiteit, en het grootste particuliere instituut voor hoger onderwijs in het zuidoosten van de Verenigde Staten. De universiteit telt 18 colleges en scholen, waarin 175 studieprogramma’s worden aangeboden. De universiteit heeft 110.000 alumni uit alle 50 staten van de Verenigde Staten, en 150 verschillende landen.

## Geschiedenis
De universiteit werd in 1964 opgericht als de Nova Universiteit voor Geavanceerde Technologie. De universiteit werd oorspronkelijk gesticht door de staat Florida. De school werd in 1974 hernoemd naar Nova Universiteit, en in 1994 na de fusie met de Southeastern Universiteit tot haar huidige naam, Nova Southeastern-universiteit. Het landgoed van de universiteit was voorheen een militair vliegveld. de resterende start- en landingsbanen worden nog steeds gebruikt op de campus als wegen.

## Campussen
De Universiteit telt drie campussen in de staat Florida.
Davie Campusde primaire campus, gelegen bij Davie. Deze campus heeft een oppervlakte van 1,2 vierkante kilometer.
Dania Beach CampusGelegen bij Dania Beach. Staat ook wel bekend als het Oceanografisch centrum. Deze campus is gespecialiseerd in oceaanonderzoek.
North Miami Beach Campusgelegen bij North Miami Beach. Staat ook bekend als de Zuidelijke Campus. Dit is de primaire locatie voor de Fischler School voor Onderwijs en Menselijke Diensten.

## Colleges
- College voor wetenschappen
- College voor pedagogiek
- College voor bedrijfseconomie
- College voor Vrije Kunsten
- College voor gezondheid en geneeskunde
- College voor osteopathische geneeskunde
- College voor farmacie
- College voor tandheelkunde
- College voor optometrie
- College voor medische wetenschappen
- College voor rechtsgeleerdheid
- College voor psychologie
- College voor computerwetenschappen
- College voor geesteswetenschappen en sociale wetenschappen
- College voor kunst en wetenschappen

## Presidenten
De universiteit heeft in de loop der jaren de volgende presidenten gekend:
| President           | Periode      |
| ------------------- | ------------ |
| Warren J. Winstead  | 1964-1969    |
| Abraham S. Fischler | 1970-1991    |
| Stephen Feldman     | 1992-1993    |
| Ovid C. Lewis       | 1994-1997    |
| Ray F. Ferrero Jr.  | 1998-present |